# Жорді Монрой
Жоа Жорді Монрой Арарат (ісп. Jordy João Monroy Ararat, вірм. Ժոաո Ժորդի Մոնրոյ Արարատ, нар. 3 січня 1996, Богота) — колумбійський та вірменський футболіст, що грає на позиції захисника у колумбійському клубі «Депортіво Перейра» та національній збірній Вірменії.

## Клубна кар'єра
Жорді Монрой є вихованцем колумбійського клубу «Санта-Фе», у складі якого дебютував 16 листопада 2015 року в матчі чемпіонату Колумбії проти клубу «Хагуарес де Кордова». У складі «Санта-Фе» зіграв 8 матчів, та в 2017 році перейшов до клубу другого за рівнем дивізіону Колумбії «Бояка Чіко». У 2020 році Жорді Монрой перейшов до клубу вищого дивізіону Вірменії «Ноах». У 2022 році Монрой повернувся до Колумбії, де став гравцем клубу «Індепендьєнте Медельїн». У 2023 році Монрой перейшов до складу команди «Депортіво Перейра».

## Виступи за збірну
Оскільки мати Жорді Монроя має вірменське походження, то в 2018 році він отримав можливість грати за національну збірну Вірменії. 29 травня 2018 року Монрой дебютував у збірній Вірменії в товариському матчі проти збірної Мальти.

## Титули та досягнення
- Чемпіон Колумбії: (1):

«Санта-Фе»: 2016
- Володар Суперкубка Вірменії (1):

«Ноах»: 2020